# János Steinmetz
János Steinmetz, född 15 oktober 1947 i Budapest, död 9 maj 2007, var en ungersk vattenpolospelare. Med ungerska landslaget tog han brons i Mexico City 1968. På den tiden spelade Steinmetz för Ferencváros TC.